# 藍色憂傷
藍色憂傷（カナシミブルー）是日本二人組合近畿小子的第14張單曲。於2002年5月2日由傑尼斯娛樂唱片公司發行。

## 解說
本單曲的A面歌曲由作曲家堂島孝平負責作曲作詞。而c/w方面則由SOPHIA樂隊的松岡充一手包辦作曲作詞。可是Oricon計算而來的首批銷量卻錄得最低紀錄，總銷量亦從上張單曲大幅回落，首次只徘徊在30萬張左右。雖然在Oricon銷量榜上總計停留了8個星期，但截止現時為止是KinKi Kids名義的單曲中，唯一一張停留不足9個星期的單曲。
A面歌曲『藍色憂傷』是節奏感洋溢的歌曲，反之c/w歌則是一首中板歌。初回版及通常版只是封面上不同，並沒有像上張單曲般收錄曲有所不同。

## 名稱
- 日語原名：
- 中文意思：悲傷藍色
- 香港正東譯名：悲傷的Blue
- 台灣艾迴譯名：藍色憂傷

## 收錄歌曲
1. 藍色憂傷（カナシミブルー）
  - ※KinKi Kids參與演出的UC信用卡廣告主題曲。
  - 作曲、作詞：堂島孝平
  - 編曲：CHOKKAKU
2. 我們從出生開始就說再見（生まれた時からのサヨナラを僕達は）
  - 作曲、作詞：松岡充
  - 編曲：明石昌夫
3. 藍色憂傷 (Instrumental)
  - 作曲：堂島孝平
  - 編曲：CHOKKAKU
4. 我們從出生開始就說再見 (Instrumental)
  - 作曲：松岡充
  - 編曲：明石昌夫